# 奥特伦·恩德莱因
奥特伦·恩德莱因（德語：Ortrun Enderlein，1943年12月1日—），德国女子雪橇运动员。她曾代表德国联队和东德参加1964年和1968年冬季奥林匹克运动会雪橇比赛，获得一枚金牌。